# Порсуна
Порсуна (ісп. Porzuna) — муніципалітет в Іспанії, у складі автономної спільноти Кастилія-Ла-Манча, у провінції Сьюдад-Реаль. Населення — 4065 осіб (2010).
Муніципалітет розташований на відстані близько 150 км на південь від Мадрида, 26 км на північний захід від Сьюдад-Реаля.
На території муніципалітету розташовані такі населені пункти: (дані про населення за 2010 рік)
- Порсуна: 3210 осіб
- Лас-Тіньйосільяс: 7 осіб
- Ель-Торно: 542 особи
- Ель-Трінчето: 257 осіб
- Лас-Касас-дель-Ріо: 49 осіб

## Демографія
Динаміка населення (INE ):

## Галерея зображень

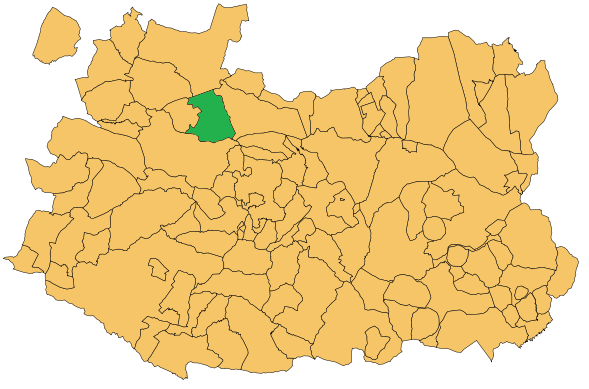
Розташування муніципалітету у провінції Сьюдад-Реаль